# 石橋陽彩
石橋 陽彩（いしばし ひいろ、2004年8月24日 - ）は、日本の声優、俳優、歌手。エイベックス・ピクチャーズ所属。

## 経歴
歌うことに興味があり、4歳の時に保育園の先生から「リズム感が良いから歌を習わせてはどうか」と勧められ、母親がネット検索で日本の最大手芸能事務所の一つ、エイベックスのタレント養成所であるエイベックス・アーティストアカデミー東京校のタレント志望の受講生募集の記事を見つけ入校し、ダンスボーカルと演技のトレーニングを開始。
2015年、エイベックスの主催による「キラチャレ2015」に応募し、挑戦者１万人の中から歌部門のグランプリを受賞。
2016年、第一生命保険「U-29」のCMにラッパーとして出演。
2018年、ディズニー/ピクサー映画『リメンバー・ミー』の主人公であるミゲル・リヴェラ役の吹き替えで声優デビュー。
2019年、自身初のオフィシャルファンクラブ「HimawaRing」を開設。
2020年、『遊☆戯☆王SEVENS』の主人公・王道遊我役でテレビアニメ初出演。同年、自身が作詞・作曲した新曲「ひまわり」をYouTube LIVEで披露。
2023年、堀越高等学校卒業と同時に本格的に声優としての活動をスタート。
2025年、第19回声優アワードにて、新人声優賞を受賞。

## 出演
太字はメインキャラクター。

### テレビアニメ
2020年
- 遊☆戯☆王SEVENS（2020年 - 2022年、王道遊我）

2022年
- 遊☆戯☆王ゴーラッシュ!!（2022年 - 2025年、 アイツ / 王道遊我）

2024年
- 休日のわるものさん（アカツキレッド）
- シンカリオン チェンジ ザ ワールド（2024年 - 2025年、大成タイセイ）
- ひみつのアイプリ（2024年 - 2025年、青空ひなた） - 2シリーズ
- ポケットモンスター（ヤンガ）
- FAIRY TAIL 100年クエスト（町人）
- 新テニスの王子様 U-17 WORLD CUP SEMIFINAL（アンリ・ノーベル3世）

2025年
- 薫る花は凛と咲く（依田絢斗）

2026年
- 鎧真伝サムライトルーパー（凱 / 灼熱のガイ）

### 劇場アニメ
- 海獣の子供（2019年、海[25]）
- ひゃくえむ。（2025年、森川[26]）

### Webアニメ
- ジュラしっく!（2019年、主演・素直[27]）

### ゲーム
- 遊戯王ラッシュデュエル 最強バトルロイヤル!!（2021年、王道遊我）
- 遊戯王ラッシュデュエル 最強バトルロイヤル!! いくぞ!ゴーラッシュ!!（2021年、王道遊我）
- 遊戯王 デュエルリンクス（2023年、王道遊我）

### 吹き替え

#### 外画
- タイラー・レイク -命の奪還-（2020年、オヴィ・マハジャン）
- クライ・マッチョ（2021年、ラフォ〈エドゥアルド・ミネット〉[28]）

#### ドラマ
- 王への手紙（2020年、主人公・ティウリ）
- アメージング・ストーリー（2020年、ブレイディ）
- ドゥーム・パトロール シーズン3（2022年、チャールズ）
- アバター：伝説の少年アン（2024年、サカ）

#### アニメ
- リメンバー・ミー（2018年、主演・ミゲル・リヴェラ[29]）
- Hello Ninja （2020年、ジーク）
- LEGO ピクサー:ブリックトゥーンズ（2024年、ミゲル・リヴェラ〈歌声〉）

### 舞台・朗読劇
- ラビット番長第 25 回公演「天召し-テンメシ-」（2016年、主人公の子供時代 役）
- 東宝×ホリプロ「フランケンシュタイン」（2017年、リトルビクター 役）
- 演劇実験室◎万有引力「身毒丸」（2017年、ボーイソプラノ歌唱）
- せたがやこどもプロジェクト2023 アミューズ×世田谷パブリックシアター ミュージカル「カラフル」（2023年、早乙女くん 役）
- 朗読劇「休日のわるものさん」（2024年3月2日‐3日、シアター1010、アカツキレッド役）
- 音楽朗読劇「仮面の男」〜アレクサンドル・デュマ・ペール「ダルタルニャン物語」より〜（2025年、ポルトス 役 他[30][31]）
- 朗読劇「ネコたん！弐 ぷらす 〜猫町怪異奇譚〜」仮面遊戯殺猫事件（2025年、灰呂流依 役[32][33]）

### ラジオドラマ
- FMシアター（NHK-FM）
  - 『オアシス』（2025年4月26日）[34] - クラシンタロウ 役

### テレビ番組
- お願いランキング（2016年3月、テレビ朝日）
- THEカラオケ★バトルU18歌うま大甲子園夏３時間SP（2016年6月、テレビ東京）
- 関ジャニTHEモーツァルト音楽王No.1決定戦（2016年9月、テレビ朝日）
- THEカラオケ★バトルU18歌うま大甲子園2016王座決定戦（2016年11月、テレビ東京）
- スクール革命！ 音の達人コーナー（2017年2月、TBS）
- 毎日放送"アートの日" 天童よしみ vs 神童コラボコーナー（2017年3月、毎日放送）
- MUSIC STATION SP（2018年3月、テレビ朝日）
- スッキリ（2018年・2020年、日本テレビ）
- ホンマでっか!?（2018年、フジテレビ）
- FNSうたの夏まつり（2020年、フジテレビ）
- ノンストップ！（2020年、フジテレビ）
- おしゃれイズム（2020年、日本テレビ）
- MUSIC STATION（2022年4月、テレビ朝日）
- オオカミ少年・ハマダ歌謡祭（2023年2月‐、TBS）
- なすなかにしのゲームキングダム（2024年5月、BS11）

### CM
- マクドナルド「ハッピーセット」（2014年）
- レベルファイブ「妖怪ウォッチ2」（2014年）
- 第一生命保険「U-29」（2016年）[35]

### その他コンテンツ
- 泉質アイドルユニット「おんせんし」（2023年-、リュウ[36]）
- メディアミックスプロジェクト「コードジェム」(2024年ｰ、司馬)
- ゲーム「AFK：ジャーニー」PV楽曲歌唱

## ディスコグラフィ

### 歌
- 「ひまわり」（2020年）
- 「NeverEndingSummer」（2020年）
- 「ミライ」（2021年）

### キャラクターソング
| 発売日        | 商品名                                                                 | 歌                                                       | 楽曲                               | 備考                                             |
| ------------- | ---------------------------------------------------------------------- | -------------------------------------------------------- | ---------------------------------- | ------------------------------------------------ |
| 2018年3月14日 | リメンバー・ミー オリジナル・サウンドトラック                          | ミゲル（石橋陽彩）、ヘクター（藤木直人）                 | 「ウン・ポコ・ロコ」               | アニメ映画『リメンバー・ミー』挿入歌             |
| 2018年3月14日 | リメンバー・ミー オリジナル・サウンドトラック                          | ミゲル（石橋陽彩）、エルネスト・デラクルス（橋本さとし） | 「音楽がぼくの家族」               | アニメ映画『リメンバー・ミー』挿入歌             |
| 2018年3月14日 | リメンバー・ミー オリジナル・サウンドトラック                          | ミゲル（石橋陽彩）、ママ・ココ（大方斐紗子）             | 「リメンバー・ミー（リユニオン）」 | アニメ映画『リメンバー・ミー』挿入歌             |
| 2018年3月14日 | リメンバー・ミー オリジナル・サウンドトラック                          | ミゲル（石橋陽彩）                                       | 「音楽はいつまでも」               | アニメ映画『リメンバー・ミー』挿入歌             |
| 2018年7月18日 | リメンバー・ミー オリジナル・サウンドトラック デラックス・エディション | 石橋陽彩                                                 | 「リメンバー・ミー」               | アニメ映画『リメンバー・ミー』関連曲             |
| 2020年9月9日  | ゴーハ第7小学校校歌                                                    | 遊我（石橋陽彩）、ルーク（八代拓）、ガクト（花江夏樹）   | 「ゴーハ第7小学校校歌」            | テレビアニメ『遊☆戯☆王SEVENS』エンディングテーマ |

## ライブ

### ワンマンライブ
| 日程                    | タイトル                                            | 会場                                                                                        |
| ----------------------- | --------------------------------------------------- | ------------------------------------------------------------------------------------------- |
| 2019年2月10日 - 2月24日 | 石橋陽彩 1st Live「Remember me ～新たなる旅立ち～」 | Mt.RAINIER HALL SHIBUYA PLEASURE PLEASURE（東京都） 東京国立博物館・平成館 大講堂（東京都） |
| 2021年8月22日           | HimawaRing 2nd Anniversary festival                 | Mt.RAINIER HALL SHIBUYA PLEASURE PLEASURE                                                   |
| 2022年8月14日           | Hiiro Ishibashi Birthday Festival 2022              | 浅草花劇場                                                                                  |
| 2024年8月24日           | Hiiro Ishibashi Birthday LIVE 2024 〜Trajectory〜   | 浅草花劇場                                                                                  |

### 主な出演イベント
- a-nation 2018 supported by dTV & dTVチャンネル（2018年8月4日・長崎・ハウステンボス内ロッテルダム特設会場、8月18日・大阪ヤンマースタジアム長居、8月25日・東京味の素スタジアム）
- avex Challenge Stage -Speciaaal LIVE 2018-（2018年8月16日・NAGOYA ReNY limited）

### シリーズ一覧
1. ↑  第1期（2024年 - 2025年）、第2期『リング編』（2025年）